# Really Simple Discovery
Really Simple Discovery (RSD) is een XML-formaat om internetdiensten zoals weblogs beschikbaar te maken voor clientsoftware zonder een gebruikersnaam, wachtwoord of website op te geven. RSD wordt gebruikt door MediaWiki en StatusNet.

## Formaat
Om gebruik te maken van RSD moet de site-eigenaar een link-tag plaatsen in het head-gedeelte van de HTML-code die verwijst naar de locatie van het RSD-bestand. MediaWiki gebruikt volgend formaat:
```
<link
 
rel=
"EditURI"
 
type=
"application/rsd+xml"
 
href=
"http://nl.wikipedia.org/w/api.php?action=rsd"
 
/>

```

Indien de link-tag ontbreekt of het bestand niet gevonden kan worden, moeten clients volgens de specificatie zoeken naar een bestand genaamd rsd.xml in de root van de website. Bijvoorbeeld:
http://example.com/rsd.xml